# Badnawar
Badnawar è una suddivisione dell'India, classificata come nagar panchayat, di 17.746 abitanti, situata nel distretto di Dhar, nello stato federato del Madhya Pradesh. In base al numero di abitanti la città rientra nella classe IV (da 10.000 a 19.999 persone).

## Geografia fisica
La città è situata a 23° 1' 0 N e 75° 13' 0 E e ha un'altitudine di 505 m s.l.m..

## Società

### Evoluzione demografica
Al censimento del 2001 la popolazione di Badnawar assommava a 17.746 persone, delle quali 9.323 maschi e 8.423 femmine. I bambini di età inferiore o uguale ai sei anni assommavano a 2.882, dei quali 1.549 maschi e 1.333 femmine. Infine, coloro che erano in grado di saper almeno leggere e scrivere erano 11.382, dei quali 6.706 maschi e 4.676 femmine.